# ジュール・ヴェルヌ (ATV)
ジュール・ヴェルヌ（Jules Verne, ATV-001）は、欧州補給機（ATV）の初号機。フランスのSF作家ジュール・ヴェルヌにちなんで命名された。2008年3月9日に打ち上げられ、国際宇宙ステーション（ISS）に推進剤、水、空気、ドライ・カーゴを輸送した。
初のATVということで、ISSに一連のランデブーを開始する前に3週間のテストが行われた。4月3日にISSにドッキングを行い、4月25日にはISSの軌道を押し上げるためのリブーストが行われた。ISSに5ヶ月ドッキングした後、9月5日にドッキングを解除して同月29日に太平洋上空で大気圏再突入を行った。

## 組み立て
初のATVは2002年4月9日に公式に「ジュール・ヴェルヌ」と命名された。2003年1月末までにほとんどの部品は組み立てられていた。これらの部品はそれぞれ異なる工場で作られた。 ドッキングおよび燃料供給システムはロシアのRSCエネルギアが作製し、与圧部はトリノのアレーニア・スパーツィオ、推進システムはブレーメンのEADS アストリアムが組み立てを行った。推進システムはブレーメンで与圧部と結合し、その後機体は試験のためにNoordwijkの欧州宇宙技術研究センターへ移された。2004年7月15日に欧州宇宙技術研究センターに到着した。

## 打上げから初期運用
アリアン5ESの処女飛行によってジュール・ヴェルヌは低軌道に投入された。発射台はフランス領ギアナのクールーにあるギアナ宇宙センターのELA-3が使用され、発射時刻は2008年3月9日4時3分4秒（UTC）。発射から1時間6分41秒後にロケットから機体が切り離され、続いて航行システムが起動した。2日後の3月11日にATVの4基のメインエンジンが初めて点火した。打上げ段階において南アフリカ共和国のOverberg Test Rangeはニュージーランドに展開している移動局からのテレメトリーデータを中継する役割を果たした。

### トラブル
ATVの推進システムが軌道上で作動したその約2時間後、4基のパドル駆動電子装置（PDE、Propulsion Drive Electronics）の内2番目が燃料と酸化剤の間に予期しない混合圧力差を検知した。問題の装置はATVのスラスターを25%制御する役割を担っていた。不具合が調査されている間、エンジンの燃焼は一時的に延期された。フランスのトゥールーズにあるATVコントロールセンターから推進システム全体のリスタートが行われた結果、問題は解決した。欧州宇宙機関（ESA）は仮に4基のスラスターの内1基が使用できなくてもミッションは継続可能だったと報告している。
自由飛行段階では、いくつかのシェル型ヒーターは予想以上に活発に作動した。しかし熱的・電力的な状況は許容範囲だったので、ミッションには影響がなかった。後にISSから行われた外観検査では、サーマルブランケットの一部がはがれていることが確認された

## 軌道上試験からドッキング

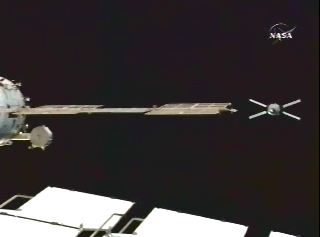
デモ・デイ2でISS（左）に接近するATV（右）

ATV初号機ということで、支障なく宇宙ステーションに接近およびドッキングできるか確認するため、いくつかの実証試験が行われた。打上げからATVは3週間自由飛行を行い、3月13、14日の衝突防止マヌーバ（CAM、Collision Avoidance Manoeuvre）試験に成功する。これは万一ドッキングマヌーバ中に全てのシステムが機能しなくなったとき、CAMが作動してATVがステーションから遠ざかることを保障するためのものだった。

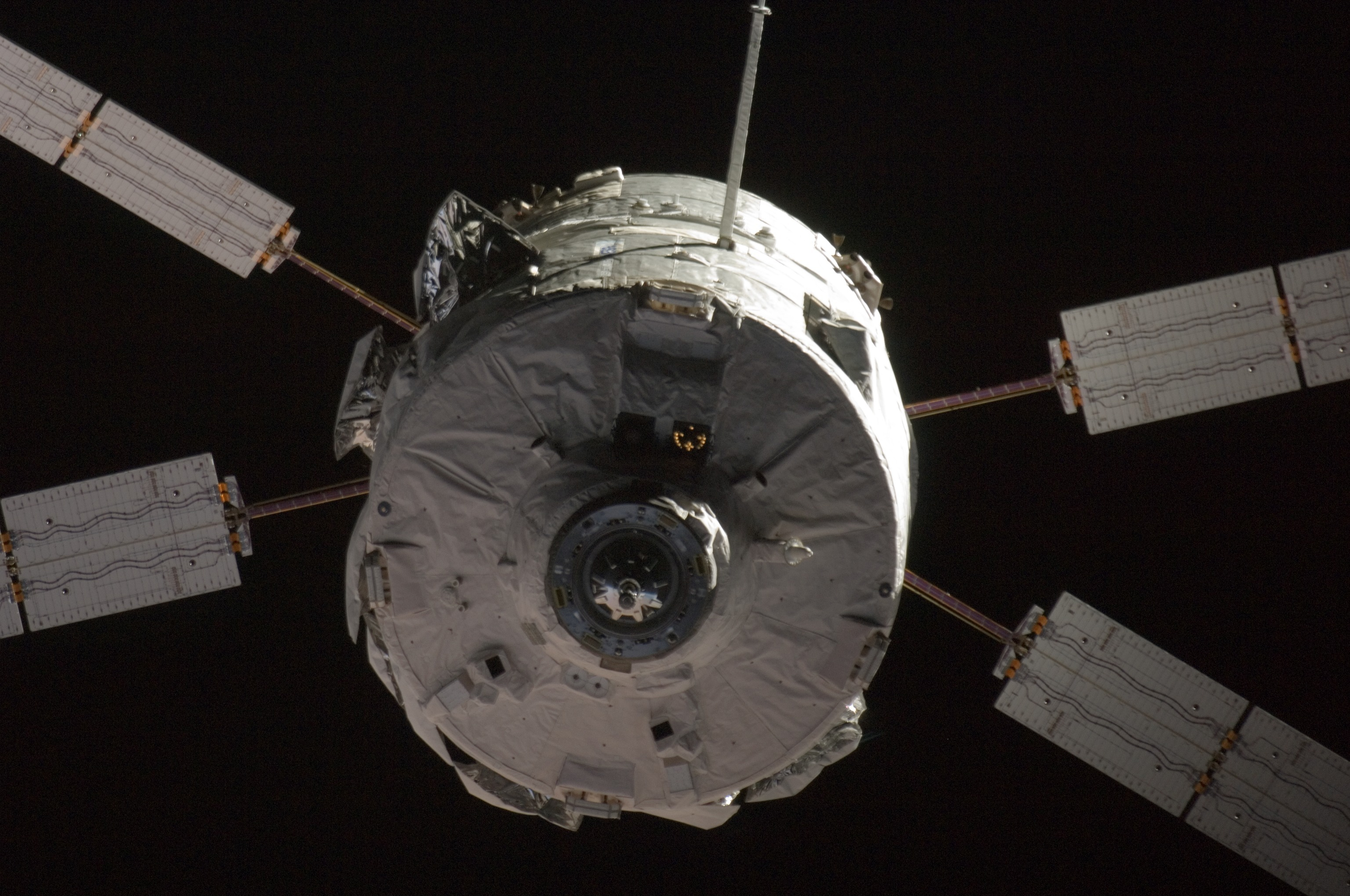
2008年3月31日にISSに接近するATV

その後デモ・デイズ（demo days）と呼ばれる2回のドッキング実証試験が行われた。これらの試験は宇宙ステーションとの一連のランデブーから構成され、最終試験においてズヴェズダのaft（船尾）ポートと実際にドッキングを果たす。ランデブーはGPSと光学センサー（ビデオメーターとテレゴニオメーター）を使用した完全自動システムによって行われる。ATVがISSから249mの距離にあるとき、最終ドッキングが光学センサーによって誘導された。ISSの宇宙飛行士はATVがISSから1mの距離（CHOP、Crew Hands-Off Point）になるまでのどの点でもドッキングを中止することが出来た。

### 3月29日 - デモ・デイ1

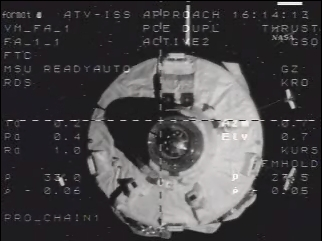
ISSにあるATVアプローチディスプレイ。デモ・デイ2でISSから数mの距離にある

3月29日のデモ・デイ（Demo-Day 1）では、ISSへの初のランデブーが行われた。エンジンを制御する電子システムに小さな不具合があったものの、ISSから3.5kmの距離でのランデブーに成功する。
ジュール・ヴェルヌは14時19分（GMT）にアプローチを開始し、15時57分にS2ホールドポイントに到達して試験を行うために90分間そこで待機した。17時30分にATVは離脱マヌーバを実行するようコマンドされ、ステーションから離れた

### 3月31日 - デモ・デイ2
3月31日のデモ・デイ2では、ISSに12mの距離まで接近し、ISSの宇宙飛行士が中止操作をシミュレートした。デモ・デイの目標は全て達成された。

### 4月3日 – ドッキング
4月3日14時45分32秒（UTC）、ATVはズヴェズダのaftポートに接触し、ドッキングシーケンスを開始した。14時55分（UTC）にメカニカル・キャプチャーし、その数分後にISSにドッキングした。

## ドッキング後

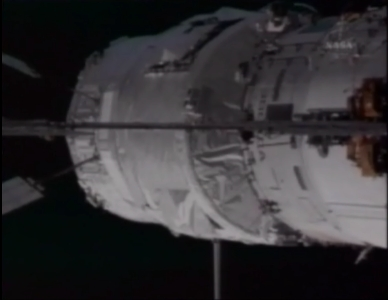
ISS（右）にドッキングした状態のATV（左）

ドッキングして漏洩検査が行われた後、ISSのクルーが与圧室に入って積荷を取り出すことが可能となった。ATVの液体燃料タンクがISSに接続され、中身がステーションに移された。クルーはエアーコンポーネントをISSの空気に直接手動で開放することが出来た。クルーは徐々にATVの貨物を廃棄物と移し変えた。さらに270kgの水と21kgの酸素、856kgの燃料がズヴェズダモジュールに移され、ジュール・ヴェルヌはISSのリブーストに4回使用された。

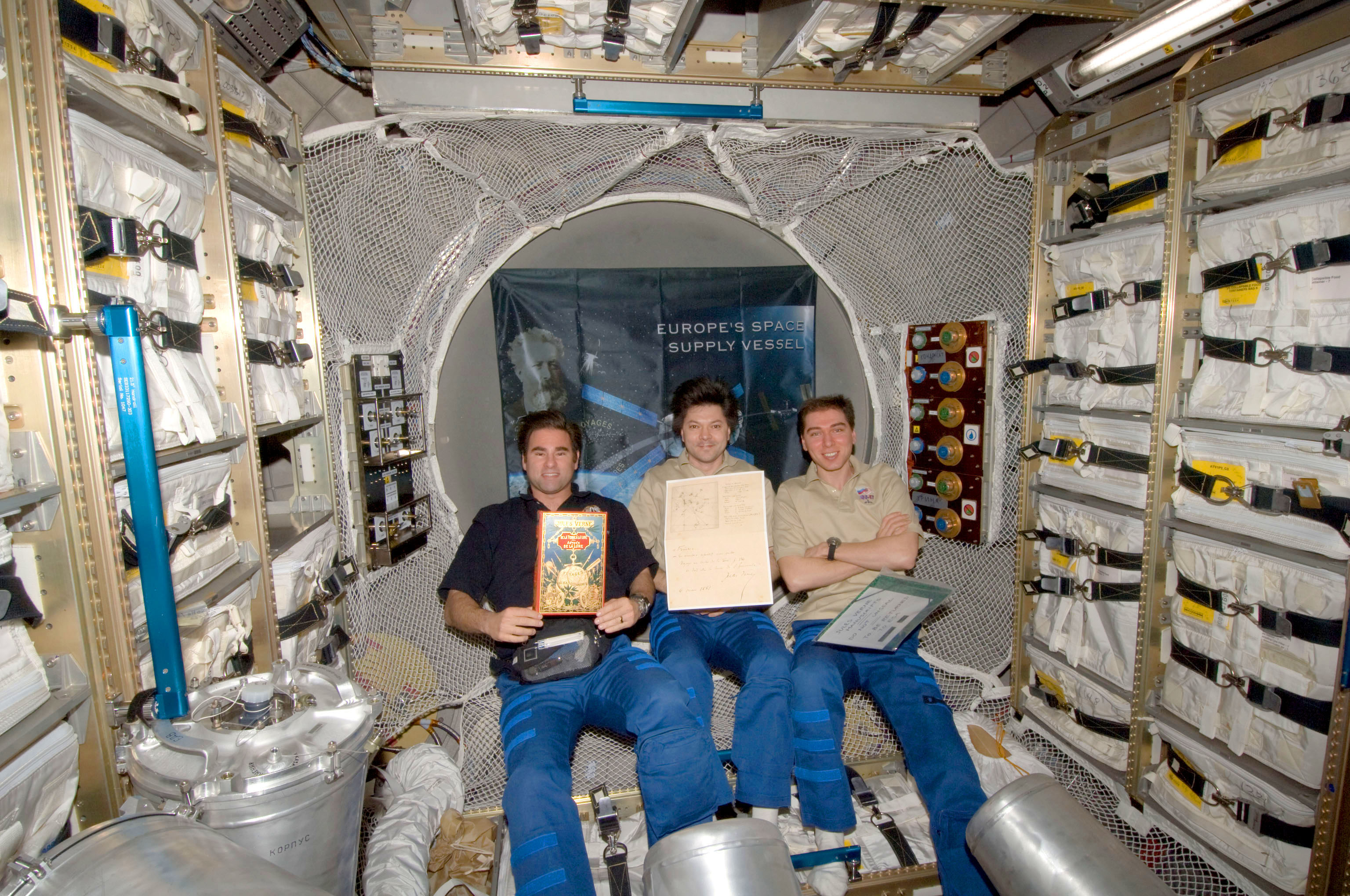
ジュール・ヴェルヌの生原稿がISSのクルーに届けられた

ATV初号機にはSF作家ジュール・ヴェルヌの生原稿2枚と彼の著書である『地球から月へ』と『月世界へ行く』（『月世界旅行』の2作）のフランス語版が積まれており、ISSクルーの手に無事届けられた。
2008年8月27日16時11分（UTC）にデブリ回避マヌーバを実行するため、ジュール・ヴェルヌのスラスターが5分間以上噴射された。ステーションの速度が約1m/s低下し、ステーションの高度が約1.77km下げられた。このマヌーバによってコスモス2421号の一部であるデブリとの衝突の可能性が実質上なくなった。
ATVはISSの他の部分から孤立しているため、ISSにおいて最も静かな場所のひとつとなった。その為クルーたちは寝床として使用され、洗濯や洗髪といった衛生活動にも使用された。また韓国の李素妍はこの場所を実験スペースとして使用し、ナノテクノロジーの実験を実施した。
ATVがドッキングした際は第16次長期滞在クルーが宇宙ステーションに滞在していた。メンバーはステーションコマンダーのペギー・ウィットソン、フライトエンジニアのユーリ・マレンチェンコおよびギャレット・リーズマンの3名で、彼らは4月と5月に第17次長期滞在クルーと交替された。17次のメンバーはステーションコマンダーのセルゲイ・ヴォルコフ、フライトエンジニアのオレグ・コノネンコおよびGregory Chamitoffの3名で、ATVがステーションを離れるときは彼ら17次クルーが滞在していた。

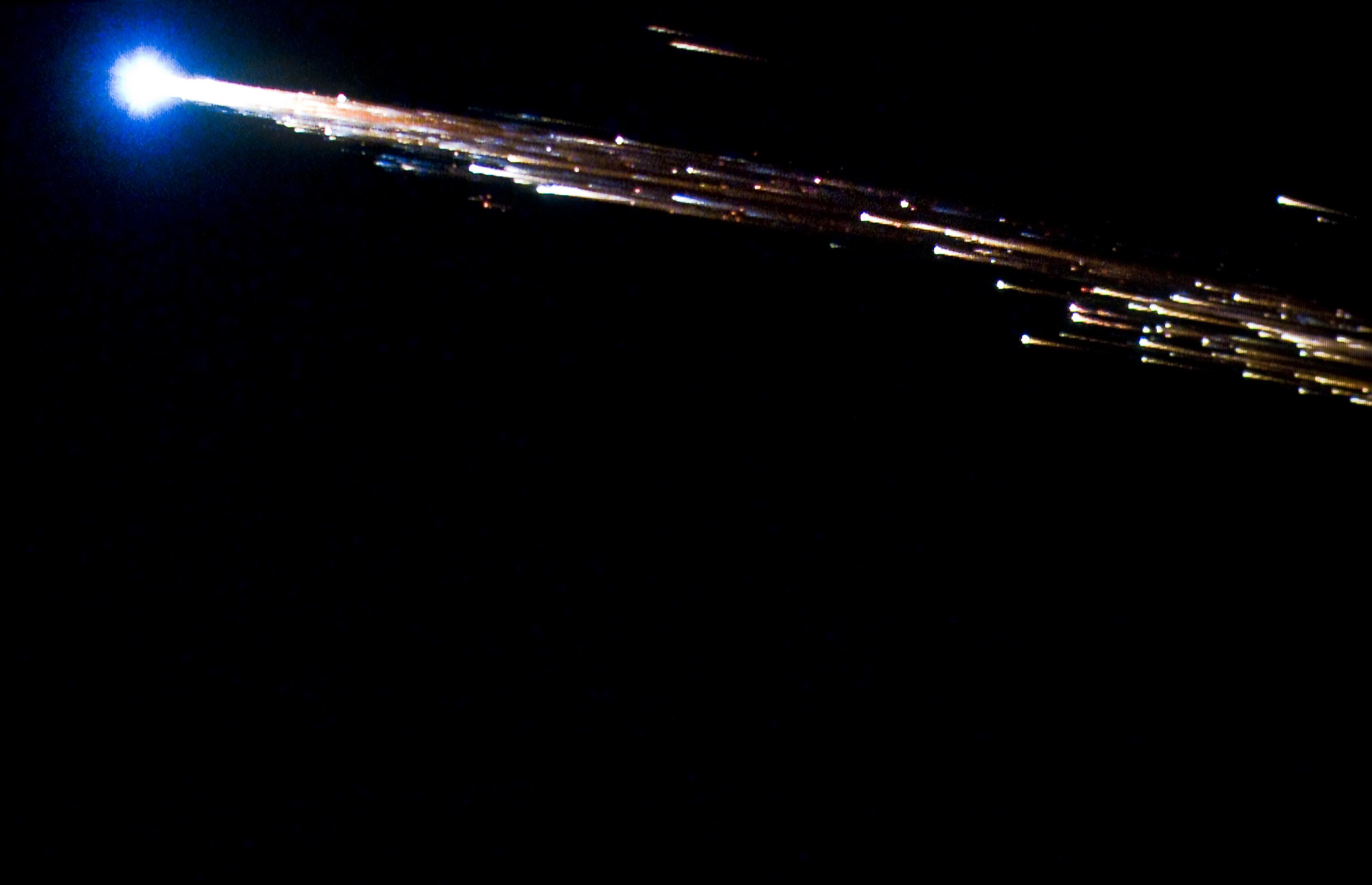
タヒチ島の南西上空に大気圏再突入を果たした

ATVがドッキングしていた間に2機の有人宇宙船がステーションにやってきた。4月には2人の17次長期滞在メンバーと韓国の宇宙飛行関係者である李素妍を乗せたソユーズTMA-12が、5月にはSTS-124で17次クルー1名を含む7名を乗せたディスカバリーが宇宙ステーションに到着した。ATVがドッキングしている間、欧州宇宙機関の宇宙飛行士がISSに滞在することはなかった。

## ミッションの終了
2008年9月5日、ジュール・ヴェルヌはドッキングを解除し、ISSの5km下の軌道位置にマヌーバした。9月29日の夜までこの軌道で待機し、10時0分27秒（GMT）にジュール・ヴェルヌは6分間におよぶ最初の軌道離脱ブーストを始め、12時58分18秒（GMT）に2回目のブーストを15分間行った。13時31分（GMT）にジュール・ヴェルヌは高度120kmの位置で大気圏再突入しており、次の12分の間には再突入によるATVの破壊処分に成功していた。